# Foakes v Beer
Foakes v Beer (1884) 9 App Cas 605 ist eine Entscheidung des House of Lords zum englischen Contract Law. Das House of Lords ging in der Entscheidung der Frage nach, ob das Versprechen eines Gläubigers, einen Restbetrag nicht geltend zu machen, wirksam ist oder ob es mangels consideration nichtig ist und der volle Betrag trotz des Versprechens verlangt werden kann. Das House of Lords entschied unter Bestätigung der Regel aus Pinnel’s Case, dass ein solches Versprechen unwirksam ist und der Restbetrag verlangt werden kann.

## Sachverhalt und Vorinstanzen

### Sachverhalt
Dr John Weston Foakes schuldete Julia Beer die Summe von £2.090 19s. Mrs Beer klagte die Summe vor der Exchequer Division ein und erhielt am 11. August 1875 ein Urteil auf Zahlung gegen Dr Foakes. 16 Monate später hatte Dr Foakes noch kaum gezahlt. Außergerichtlich unterzeichneten beide am 21. Dezember 1876 ein von Dr Foakes solicitor erstellte Vereinbarung, dass Mrs. Beer keine gerichtlichen Schritte mehr unternehme, wenn Dr Foakes ihr ab dem 21. Dezember 1876 nach einer Anzahlung in Höhe von £500 zum 1. Januar und zum 1. Juli eines jeden Jahres £150 zahlen würde, bis die £2.090 19s abgezahlt wären:

“Whereas, the said John Weston Foakes is indebted to the said Julia Beer, and she has obtained a judgment in Her Majesty’s High Court of Justice, Exchequer Division, for the sum of 2090£. 19s. And whereas the said John Weston Foakes has requested the said Julia Beer to give him time in which to pay such judgment, which she has agreed to do on the following conditions: Now this agreement witnesseth, that in consideration of the said John Weston Foakes paying to the said Julia Beer, on the signing of this agreement, the sum of 500£., the receipt whereof she doth hereby acknowledge, in part satisfaction of the said judgment debt of 2090£. 19s., and on condition of his paying to her or her executors, administrators, assigns or nominee the sum of 150£., on the 1st day of July and the 1st day of January, or within one calendar month after each of the said days respectively in every year, until the whole of the said sum of 2090£. 198s. shall have been fully paid and satisfied; the first of such payments to be made on the 1st day of July next, then she, the said Julia Beer, hereby undertakes and agrees that she, her executors, administrators or assigns will not take any proceedings whatever on the said judgment.”

Mrs Beer bedachte dabei nicht, dass ihr nach Art. 17 des Judgments Act 1838 auch 4 % Zinsen zustanden. 1882 verlangte Mrs Beer von Dr Foakes nach Abzahlung der Summe dennoch Zinsen in Höhe von £360.

### Entscheidungen der Vorinstanzen

#### Queen’s Bench Division: Watkin Williams J
Am 1. Juni 1882 beantragte Mrs Beer nach Order 42, Rule 19 R.S.C. 1883 aus dem Urteil vollstrecken zu dürfen. Der zuständige Master ordnete nach der Anhörung an, dass ein Richter darüber entscheiden solle, ob Dr Foakes Mrs Beer noch einen Restbetrag schuldete. Am 22. Februar 1883 kam es in Middlesex während der Hilary Sittings zur Verhandlung vor Cave J und einer common jury mit Dr Foakes als Kläger und Mrs Beer als Beklagter. In der Verhandlung wurde Mr. Mackreth, Mrs Beers solicitor, als Zeuge vernommen; als Beweise legte er eine beglaubigte Abschrift des Urteiles des Court of Exchequer vom 11. August 1875 sowie eine Rechnung vor, aus der sich der eingeklagte Restbetrag ergab. Ferner wurde die Vereinbarung vom 21. Dezember 1876 vorgelegt und Mrs Beer räumte ein, dass alle Teilzahlungen (bis auf die behaupteten Zinsen) beglichen wurden. Cave J unterrichtete die Jury, dass alle Teilzahlungen beglichen waren und die Vereinbarung, ungeachtet des Urteiles des Court of Exchequer, Mrs Beer daran hinderte, weitere Zahlungen zu verlangen. Das Verdikt der Jury fiel folglich zugunsten von Dr Foakes aus.
Am 2. März 1883 erlangte Mrs Beer durch ihren Anwalt eine rule nisi, so dass es zur Verhandlung vor der Queen’s Bench Division kam. Das Gericht erließ zunächst eine order to show cause an Dr Foakes, Stellung zu nehmen, warum keine Neuverhandlung wegen misdirection notwendig sei.
Dr Foakes nahm daraufhin durch seinen Barrister William Haworth Holl QC Stellung: Es liege kein Fall von misdirection durch Cave J vor. Ein Vertrag sei nach englischem Recht dann wirksam, wenn consideration vorliege. Durch zahlreiche Präzedenzfälle sei als Recht erkannt, dass consideration in jedem rechtlichen Vorteil oder der Möglichkeit eines rechtlichen Vorteiles bestehe. Die Vereinbarung nicht zu vollstrecken sei deshalb wirksam: Mrs Beers Versprechen, auf einen Teil der Summe (die Zinsen) zu verzichten, sei durch die Gegenleistung Dr Foakes’ überhaupt zu zahlen gedeckt. Die Anweisung der Jury durch Cave J sei deshalb richtig gewesen. A.B.P Gaskell, der als Barrister für Mrs Beer auftrat, hielt dem entgegen, dass das Gericht durch Cumber v Wane gebunden sei: Darin sei erkannt, dass ausnahmsweise dann keine consideration vorliege, wenn ein Teilbetrag zur Befriedigung der vollen Summe gezahlt werden solle:

“A man may give in satisfaction of a debt of £ 100, a horse of the value of £ 5, but not £ 5. Again, if the time or place of payment be different, the one even may be a satisfaction for the other. Let us, then, apply these principles to the present case. If for money you give a negotiable security, you pay it in a different way. The security may be worth more or less: it is of uncertain value. That is a case following within the rule of law I have referred to”

Nach der Vereinbarung vom 21. Dezember 1876 solle Dr Foakes den Betrag ohne Zinsen zur Befriedigung der vollen Summe einschließlich Zinsen zahlen; mangels consideration sei diese Vereinbarung unwirksam.
Watkin Williams J, dessen Urteil sich Matthew J kurz anschloss, verweigerte Neuverhandlung wegen misdirection: Fehlende consideration sei im Verfahren vor Cave J nicht vorgebracht worden. Selbst wenn, dringe dieses Argument jedoch nicht durch, da Cumber v Wane zwar grundsätzlich bindend, im gegebenen Fall aber zu unterscheiden sei. Folglich sei die rule nisi aufzuheben (Beer v Foakes 11 Q.B.D. 221).

#### Court of Appeal: William Brett MR

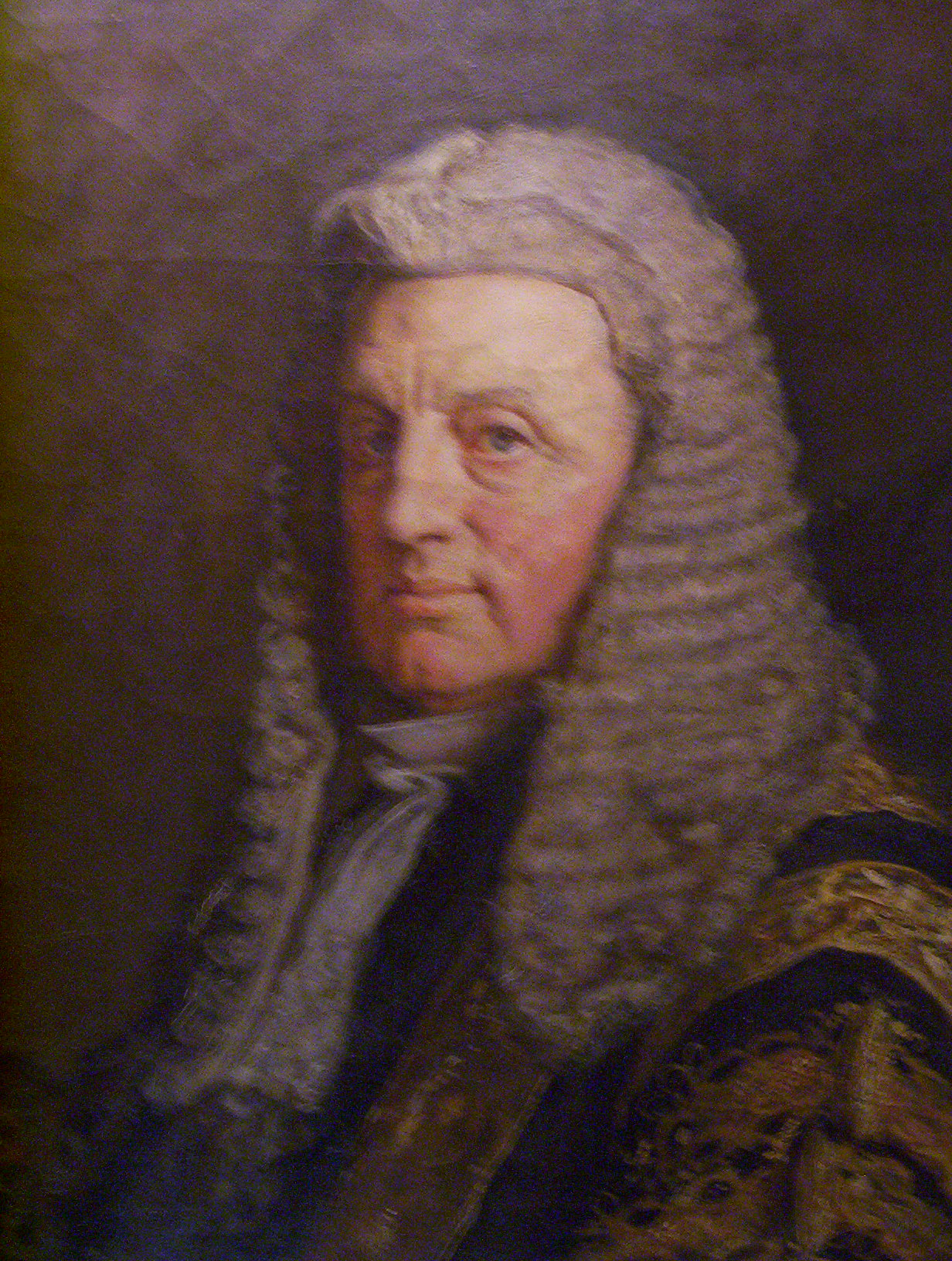
William Brett, 1. Viscount Esher

Mrs Beer legte daraufhin appeal zum Court of Appeal ein, wo es am 23. Juni 1883 vor Sir Baliol Brett MR, Lindley und Fry LJJ zur Verhandlung kam. Mrs Beer wurde wieder von Barrister A.B.P. Gaskell vertreten, Dr Foakes von W.H. Holl QC und Winch. Beide stellten ihre Rechtsauffassung erneut dar.
Brett LJ gab dem appeal von Mrs Beer in einem knappen Urteil statt; Lindley und Fry LJJ schlossen sich ihm an. Durch das Urteil des Court of Exchequer sei Dr Foakes zur sofortigen Zahlung verpflichtet gewesen. Durch die Vereinbarung habe er sich Zeit für die Zahlung erbeten. Mrs Beer habe ihm diese gewährt, sei dazu jedoch nicht verpflichtet gewesen. Entgegen der Auffassung des High Court, sah er den Vertrag nicht durch consideration gedeckt: Dr Foakes habe sich nur zu etwas verpflichtet, wozu er ohnehin schon gesetzlich verpflichtet gewesen sei (Beer v Foakes 11 Q.B.D. 224).

## Entscheidung des House of Lords
Am 31. März und 1. April 1884 kam es zur mündlichen Verhandlung vor dem House of Lords, nachdem Dr Foakes appeal gegen die Entscheidung des Court of Appeal eingelegt hatte. Dr Foakes wurde wieder von W.H. Holl QC vertreten, dem sich Winch anschloss. Holl unterstrich in seinem Vortrag erneut, dass der Vertrag über den Zahlungsaufschub wirksam sei. Consideration sei gegeben, da es für den Gläubiger oftmals ein großer Vorteil sei, eine Teilsumme sofort zu erhalten, statt sich auf den langwierigen Prozess der Zwangsvollstreckung einlassen zu müssen in der Gefahr den Schuldner in die Zahlungsunfähigkeit zu treiben. Gerade dieser Vorteil wegen würde der Gläubiger ja den Vertrag schließen. Anschließend ging er auf die Bindungswirkung von Cumber v Wane ein; das Gericht sei dadurch nicht gebunden, da seine ratio decidendi von den Gericht bereits durch zahlreiche Ausnahmen ausgehöhlt sei und – so unter Bezug auf John William Smiths The Law of Contract – in der Rechtslehre als verfehlt anerkannt. Führe man die Doktrin von Cumber v Wane zu ihrem Ende, führe dies dazu, dass Zahlung durch Scheck oder Wechsel wirksam sei, durch Bargeld jedoch nicht. Cumber v Wane widerspräche der allgemein anerkannten täglichen Praxis der Kaufleute, Teilbeträge als Tilgung der ganzen Schuld anzunehmen. So schloss er:

“By overruling it [Cumber v Wane] the House will only declare the universal practice to be good law as well as good sense.”

Henry Mason Bompas, Q.C., dem sich A.B.P Gaskell anschloss, führte den Prozess für Mrs Beer und erläuterte, dass in seiner Rechtsauffassung im Vertrag nie vom Erlass der Zinsen die Rede sei. Aber selbst wenn dem so wäre, sei der Vertrag mangels consideration unwirksam. Es sei langer Zeit im Recht von England anerkannt, dass keine consideration sein könne, was das Gesetz ohnehin als Pflicht auferlege (so etwa Stilk v Myrick). Die von Holl, Q.C. vorgebrachten vermeintlichen Aushöhlungen bestünden nicht: In den genannten Fällen sei die ratio von Cumber v Wane nicht in Frage gestellt, sondern die Fälle aufgrund ihrer Tatsachen unterschieden worden.
Das House of Lords erbat sich nach der Verhandlung Bedenkzeit. Am 16. Mai 1884 wies es den appeal von Dr Foakes zurück und bestätigte das Urteil des Court of Appeal. Lord Selborne begründete dies damit, dass das Gericht sich durch Pinnel's Case (1602) gebunden fühle.

### Earl of Selborne LC

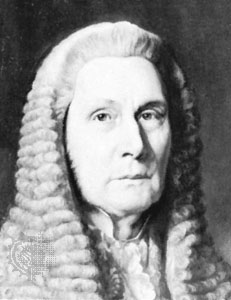
Roundell Palmer, 1. Earl of Selborne LC

Der Earl of Selborne, damaliger Lordkanzler, erörterte in seinem Urteil zunächst die Frage, ob die Vereinbarung Mrs Beer ein Recht auf Zahlung von Zinsen gab. Da jenes aber einen bestimmten Betrag, nämlich 2090£ 19s, nannte ohne auf Zinsen Bezug zu nehmen, müsse davon ausgegangen werden, dass nur der vereinbarte Betrag ohne Zinsen zu zahlen sei. Nach dem Recht von England könne ein Vertrag ohne consideration nur Wirkungen entfalten, wenn dieser entweder under seal als deed geschlossen werde oder durch vom Typ accord and satisfaction sei. Dies sei hier ausgeschlossen.
Consideration werde in der Vereinbarung von Mrs Beer gegeben, indem sie darauf verzichten gerichtliche Schritte zu unternehmen. Dr Foakes hingegen verpflichte sich zu nichts, wozu er nicht ohnehin verpflichtet wäre. Die Frage, die sich das House nunmehr zu stellen habe sei, ob in diesem Fall eine Ausnahme geschaffen werden solle, in Abkehr von der traditionellen Auffassung, wie das Recht von England sei:

“It might be (and indeed I think it would be) an improvement to our law, if a release […] were held to be, generally, binding”

Der Lordkanzler verweist in seinem Urteil jedoch auf ein obiter dictum Sir Edward Cokes in Pinnel’s Case aus dem Jahre 1602, in dem die klassische Doktrin erstmals überliefert sei:

“Payment of a lesser sum on the day in satisfaction of a greater, cannot be an satisfaction for the whole, because it appears to the Judges, that by no possibility a lesser sum can be a satisfaction to the plaintiff for a greater sum.”

Ungeachtet der vorhandenen Kritik an dieser Entscheidung, sei diese doch niemals von den Gerichten als bindender Präzedenzfall in Frage gestellt worden. Gleiches gelte für die Entscheidung in Cumber v Wane von 1718. Somit sei Dr Foakes zur Zahlung der Zinsen verpflichtet und das Urteil des Court of Appeal zu bestätigen.

### Lord Blackburn

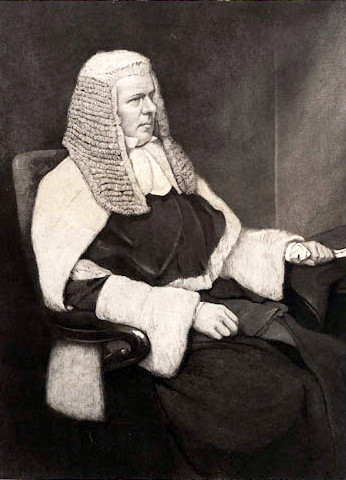
Colin Blackburn, Baron Blackburn

Lord Blackburn wollte zunächst ein Sondervotum abgeben, schloss sich aber letztlich der Mehrheitsmeinung an. Dennoch ist sein Urteil von deutlicher und vielzitierter Kritik an der Entscheidung geprägt:

“all men of business […] do every day recognise and act on the ground that prompt payment of a part of their demand may be more beneficial to them than it would be to insist on their rights and enforce payment on the whole.”

## Rezeption
Das Urteil gehört zu den umstrittensten des gesamten common law. Die ganz überwiegende Mehrheit lehnt seine ratio decidendi ab.

### Pinnel’s Casealsbinding precedent?
Ames hält seine absonderliche ratio letztlich für das Ergebnis des übergroßen Respekt vor der überragenden Autorität Lord Cokes, es sei – besonders bei Lord Blackburn – gegen die eigene Überzeugung gefällt worden. Besonders absurd mute überdies an, dass Ames’ Ansicht nach Lord Coke tatsächlich in Bagge v Slade,  3 Bulst. 162, die konträre Auffassung vertreten habe:

“And if a man be bound to another by a bill in £ 1000 and her pays unto him £ 500 in discharge of this bill, the which he accepts of accordingly, and doth upon this assume and promise to deliver up unto him the said bill of £ 1000, this £ 500 is no satisfaction of the £ 1000, but yet this is good and sufficient to make a good promise and upon a good consideration, because he hath paid money, sc. £ 500 and he hath no remedy for this again.”

Demnach sei genau zu unterscheiden, ob die Teilzahlung consideration für die gesamte Verpflichtung sein solle oder für das Versprechen, den Rest nicht zu verlangen: Der Gläubiger könne somit zwar aus dem ursprünglichen Vertrag gegen den Schuldner vorgehen und volle Zahlung verlangen, allerdings erwerbe der Schuldner des ursprünglichen Vertrages im Gegenzug dadurch einen Anspruch wegen Bruch des Versprechens, was zur Abwicklung per cross action führe. In Foakes v Beer hätte das House somit, durch vermeintliches Festhalten am Dictum Lord Cokes, gerade zu dessen Ablösung geführt. Die Entscheidung sei letztlich dadurch verursacht, dass sich die Dr Foakes nicht auf Bagge v Slade berufen habe. Andere weise darauf hin, dass es sich in Pinnel’s case um eine action of debt gehandelt habe, für die consideration überhaupt keine Voraussetzung sei.

### Actus contrarius-Theorie
Zur Rechtfertigung der Entscheidung wurde vorgetragen, dass sie die anerkannte actus contrarius-Theorie lediglich auf Fälle des Verzichts erstreckt habe. Nach dieser Theorie sind für die leistungserhöhende Änderung einer Verpflichtung die gleichen Voraussetzungen wie für ihre Begründung erforderlich. Grundlage hierfür bilde der römisch-rechtliche Satz: „eisdem modis dissolvitur obligatio, quae nascitur ex contractu vel quasi, quibus contrahitur.“ Diese eigentlich für Formerfordernisse gedachte Voraussetzung sei nur konsequenterweise auch auf das consideration-Erfordernis bei Verzicht erstreckt worden.
Gegen diese Auffassung wurden in der Literatur jedoch schwere Einwände erhoben: Schon historisch sei consideration nur für die Begründung von Verpflichtungen gedacht. Ferner werde die formale Sichtweise der consideration vielen Situationen nicht gerecht, es müsse nach als materielles Erfordernis zum Schutze vor Übereilung verstanden werden. Dieser Übereilungsschutz sei jedoch beim Verzicht nicht notwendig: Der „sense of present deprivation“ (‚Gefühl, etwas aufzugeben‘) sei beim Verzicht Übereilungsschutz genug, zumal dieser – im Gegensatz zur Begründung von Verpflichtungen – auf vorhandenes Vermögen beschränkt sei.

### Materiellrechtlicher Schutzzweck
Die Entscheidung wird allgemein als Ausfluss der pre-existing duty-Regel gesehen. Die Regel stammt aus der Entscheidung Stilk v Byrick (1809) und besagt, dass keine consideration sein kann, wozu der Schuldner ohnehin verpflichtet ist. Eine wichtige Ausnahme erfuhr die Regel in Williams v Roffey Bros & Nicholls (Contractors) Ltd (1991): In diesem Fall kontrahierte der Beklagte einem Dritten über einen Hausbau unter Vereinbarung einer Vertragsstrafe. Der Beklagte übertrug einzelne Arbeiten an den Kläger. Als dieser in finanzielle Schwierigkeiten geriet und damit drohte, die Arbeiten einzustellen versprach der Beklagte für jeden fertiggestellten Abschnitt eine Extrasumme zu zahlen. Als der Kläger die Arbeiten fertiggestellt hatte, erhielt er jedoch nur einen Teilbetrag der vereinbarten Sonderzahlung. Der Kläger erhob daraufhin Klage; der Beklagte berief sich darauf, dass die Sonderzahlungen ohne consideration versprochen wurden und folglich nicht eingeklagt werden könnten: Der Kläger habe nur die Fertigstellung der Wohnungen versprochen, dazu sei er aber schon nach dem ursprünglichen Vertrag verpflichtet gewesen, womit nach der pre-existing duty rule keine consideration gegeben sei. Der Beklagte gewann den Prozess. Der Court of Appeal urteilte, dass hier consideration vorgelegen habe: Die Vermeidung der Vertragsstrafe und rechtzeitige Fertigstellung des Hausbaus durch die Sonderzahlung sei ein „practical benefit or avoidance of disbenefit“, was als consideration genüge. Stilk v Myrick wurde als ein Fall von economic duress umgedeutet.
In konsequenter Anwendung dieser Regel, müsste auch für die Konstellation in Foakes v Beer consideration vorliegen: Ob das Versprechen darin bestehe mehr zu zahlen oder weniger zu akzeptieren könne keinen Unterschied machen. Dem Court of Appeal wurde dieses Argument in Re Selectmove (1995) unterbreitet. Er lehnte dies aufgrund der Doktrin des binding precedent ab:

Foakes v. Beer was not even referred to in [Roffey], and it ist in my judgment impossible, consistently with the doctrine of precedent, for this court to extend the principle of [Roffey] to any circumstance governed by the principle of Foakes v Beer. If that extension is to be made, it must be the House of Lords or, perhaps even more appropriately, by Parliament after consideration by the Law Commission.

Janet O’Sullivan vertritt, dass Roffey und Foakes sehr wohl miteinander vereinbart werden könnten. Der entscheidende Unterschied sei, dass es sich in Foakes um die Rückzahlung eines Darlehens handele, in Roffey jedoch um einen gewöhnlichen Werkvertrag. In letzterem Fall bestehe bei Vertragsverletzung für den Gläubiger des Schadensersatzanspruches eine Schadensminderungspflicht. Bestehe aber eine zusätzliche Pflicht, so werde diese durch die Sonderzahlung vermieden und es sei somit consideration für das Versprechen der Sonderzahlung gegeben. Bei der Rückzahlung von Darlehen sei diese Regel jedoch offensichtlich sinnlos. Ein weiterer Aspekt sei, dass nach der Regel Hadley v Baxendale (1854) Schäden dann nicht ersetzt werden, wenn sie nicht vorhersehbar („too remote“) sind. Auch daraus ergebe sich, dass Vertragserfüllung und Schadensersatz nicht gleichwertig seien und somit ein Vorteil aus der Vertragserfüllung erwachse. Auch diese Regel sei jedoch bei Darlehensrückzahlungen nicht einschlägig. Aufgrund dieser Unterschiede könne die unterschiedliche Behandlung von Geldrückzahlungen und anderen Austauschverträgen erklärt und gerechtfertigt werden.

### Werttheoretische Aspekte
Zur schärfsten Kritik an der ratio von Foakes zählt die schlichte Tatsache, dass der Gläubiger dem Verzicht zugestimmt hat und es ihm am ehesten zusteht, das Äquivalenzverhältnis zu beurteilen. Wenn der Vertrag nicht zu seinem Vorteil sei, sei es an ihm, ihn nicht zu schließen. Es sei schwer zu leugnen, dass es für ihn weitaus schwieriger sei das Geld zu erhalten, wenn etwa der Schuldner zahlungsunfähig werde.
Janet O’Sullivan hält dem entgegen, dass Zahlungsunfähigkeit des Schuldners eine Anfechtung der Zahlung nach s. 239 und s. 340 des Insolvency Act 1986 als preferences ermögliche und der Gläubiger folglich dennoch leer ausgehe. Wenn der Schuldner aber nicht insolvent werde, bestehe kein Vorteil für den Gläubiger, da er in diesem Falle sein Geld erhalten könne. Schwerer wiege darüber hinaus die werttheoretische Überlegung, dass Geld sich von normalen Waren unterscheide. Geld sei universeller Wertmaßstab für alle anderen Waren. Daraus folge, dass der Wert des Geldes objektiv und konstant sei. Wären £ 1000 nicht stets £ 1000 so führte dies zu einer Unterminierung des gesamten marktwirtschaftlichen Systems. Im law of restitution sei Geld als incontrovertible benefit anerkannt, d. h. der Empfänger von Geld kann sich nie darauf berufen, dass dieses für ihn ohne Wert gewesen sei; jede Entwertung des Erhaltenen durch einen subjektiven Maßstab werde dadurch ausgeschlossen. Dieser objektive Maßstab müsse konsequenterweise auch im Vertragsrecht fortgelten. Eine Berufung des Gläubigers darauf, dass er £ 800 als Erfüllung für £ 1000 annehme, enthalte aber implizit die irrationale Behauptung ‚Geld ist für mich nichts wert‘. Diese könne das Recht aus erwähnten Gründen nicht akzeptieren. Nur so könne auch erklärt werden, warum umgekehrt die Erfüllung durch eine andere Ware als Geld, „the gift of a horse, hawk, or robe“, möglich sei: Bei diesen Waren gelte der objektive Maßstab für Geld nicht und subjektive Präferenzen seien zu berücksichtigen.

### Fortgeltung und Reform durchstatute law
In Ontario wurde als Reaktion auf das Urteil in s. 6 des Administration of Justice Act 1885 (Stats. Ont. 1885, c 13; heute s. 16 des Mercantile Law Amendment Act) statuiert:

“Part performance of an obligation either before or after a breach thereof when expressly accepted by the creditor in satisfaction or rendered in pursuance of an agreement for that purpose, though without any new consideration, shall be held to extinguish the obligation.”

In den Vereinigten Staaten wurde die Regel von den meisten Gerichten übernommen und hat in die §§ 73, 273 des Restatement (Second) of Contracts Eingang gefunden:

“Performance of a legal duty owed to a promisor which is neither doubtful nor the subject of honest dispute is not consideration; but a similar performance is consideration if it differs from what was required by the duty in a way which reflects more than a pretense of bargain.”